# Sebastian Ofner
Sebastian Ofner, né le 12 mai 1996 à Sankt Marein im Mürztal, est un joueur de tennis autrichien, professionnel depuis 2015.

## Carrière
En 2023, il se qualifie pour le tableau principal du tournoi de Roland-Garros puis atteint les huitièmes de finale en battant notamment le 30e mondial Sebastian Korda au deuxième tour puis Fabio Fognini au troisième tour. À l'issue du tournoi, il monte pour la première fois dans le top 100 du classement ATP.
Il a remporté 4 titres Challenger en simple : à Astana en 2018, Puerto Vallarta en 2019, Prague en 2022 et Salzburg en 2023. 
Il parvient à disputer à 28 ans sa première finale sur le circuit ATP à Majorque en écartant difficilement le local Jaume Munar (3-6, 6-4, 7-6) puis l'Italien Luciano Darderi (6-3, 7-5) ainsi que le jeune Alex Michelsen (3-6, 7-5, 6-3). Il sort le qualifié surprise Paul Jubb qui a remporté son premier match ATP quelques jours auparavant (6-4, 7-5) et s'incline en finale contre le Chilien Alejandro Tabilo (3-6, 4-6). 

## Palmarès

### Finale en simple
| No | Date       | Nom et lieu du tournoi           | Catégorie | Dotation  | Surface      | Vainqueur        | Score    |          |
| -- | ---------- | -------------------------------- | --------- | --------- | ------------ | ---------------- | -------- | -------- |
| 1  | 23-06-2024 | Mallorca Championships, Majorque | ATP 250   | 932 135 € | Gazon (ext.) | Alejandro Tabilo | 6-3, 6-4 | Parcours |

## Parcours dans les tournois duGrand Chelem

### En simple
| Année | Open d'Australie | Open d'Australie   | Internationaux de France | Internationaux de France | Wimbledon       | Wimbledon        | US Open         | US Open             |
| ----- | ---------------- | ------------------ | ------------------------ | ------------------------ | --------------- | ---------------- | --------------- | ------------------- |
| 2017  | —                | —                  | —                        | —                        | 3e tour (1/16)  | Alexander Zverev | —               | —                   |
|       |                  |                    |                          |                          |                 |                  |                 |                     |
| 2022  | —                | —                  | 1er tour (1/64)          | Alexander Zverev         | —               | —                | —               | —                   |
| 2023  | —                | —                  | 1/8 de finale            | Stéfanos Tsitsipás       | 1er tour (1/64) | Jiří Lehečka     | 2e tour (1/32)  | Frances Tiafoe      |
| 2024  | 1er tour (1/64)  | Thanasi Kokkinakis | 3e tour (1/16)           | Corentin Moutet          | 1er tour (1/64) | Aleksandar Vukic | 1er tour (1/64) | Francisco Cerúndolo |
| 2025  | —                | —                  | 2e tour (1/32)           | Karen Khachanov          | 3e tour (1/16)  | Grigor Dimitrov  |                 |                     |

N.B. : à droite du résultat se trouve le nom de l'ultime adversaire.

### En double messieurs
| Année | Open d'Australie                                                               | Open d'Australie | Internationaux de France | Internationaux de France                                                         | Wimbledon                                                                     | Wimbledon | US Open                                                                             | US Open |
| ----- | ------------------------------------------------------------------------------ | ---------------- | ------------------------ | -------------------------------------------------------------------------------- | ----------------------------------------------------------------------------- | --------- | ----------------------------------------------------------------------------------- | ------- |
| 2023  | —                                                                              | —                | —                        | —                                                                                | —                                                                             | —         | 1er tour (1/32) A. Müller \|\| style="text-align:left;" \| Vasil Kirkov Denis Kudla |         |
| 2024  | 2e tour (1/16) A. Müller \|\| style="text-align:left;" \| K. Krawietz Tim Pütz | —                | —                        | 2e tour (1/16) T.-S. Weissborn \|\| style="text-align:left;" \| S. Báez D. Brown | 1er tour (1/32) A. Müller \|\| style="text-align:left;" \| A. Mies J-P. Smith |           |                                                                                     |         |

N.B. : le nom du partenaire se trouve sous le résultat ; les noms des ultimes adversaires se trouvent à droite.

## Parcours dans lesMasters 1000
| Année | Indian Wells      | Miami                | Monte-Carlo       | Madrid               | Rome                 | Canada             | Cincinnati        | Shanghai        | Paris |
| ----- | ----------------- | -------------------- | ----------------- | -------------------- | -------------------- | ------------------ | ----------------- | --------------- | ----- |
| 2023  | —                 | —                    | —                 | —                    | —                    | —                  | —                 | 2e tour T. Paul | —     |
| 2024  | 1er tour B. Ćorić | 2e tour F. Cerúndolo | 2e tour A. Zverev | 1er tour P. Cachín   | 1er tour Y. Nishioka | —                  | —                 | —               | —     |
| 2025  | —                 | —                    | —                 | 2e tour B. Nakashima | 3e tour F. Cerúndolo | 1er tour R. Opelka | 1er tour V. Royer |                 |       |

N.B. : sous le résultat se trouve le nom de l’ultime adversaire.

## Classements ATP en fin de saison
| Année          | 2013 | 2014 | 2015 | 2016 | 2017 | 2018 | 2019 | 2020 | 2021 | 2022 | 2023 | 2024 |
| Rang en simple | 1524 | 1348 | 803  | 339  | 132  | 187  | 157  | 159  | 191  | 195  | 43   | 88   |
| Rang en double | 1181 | 1686 | 1224 | 807  | 727  | 757  | 497  | 543  | 647  | –    | 314  | 337  |

Source : (en) Classements de Sebastian Ofner sur le site officiel de la Fédération internationale de tennis